# Kirche Hl. Großmärtyrer Dimitri (Ljuba)

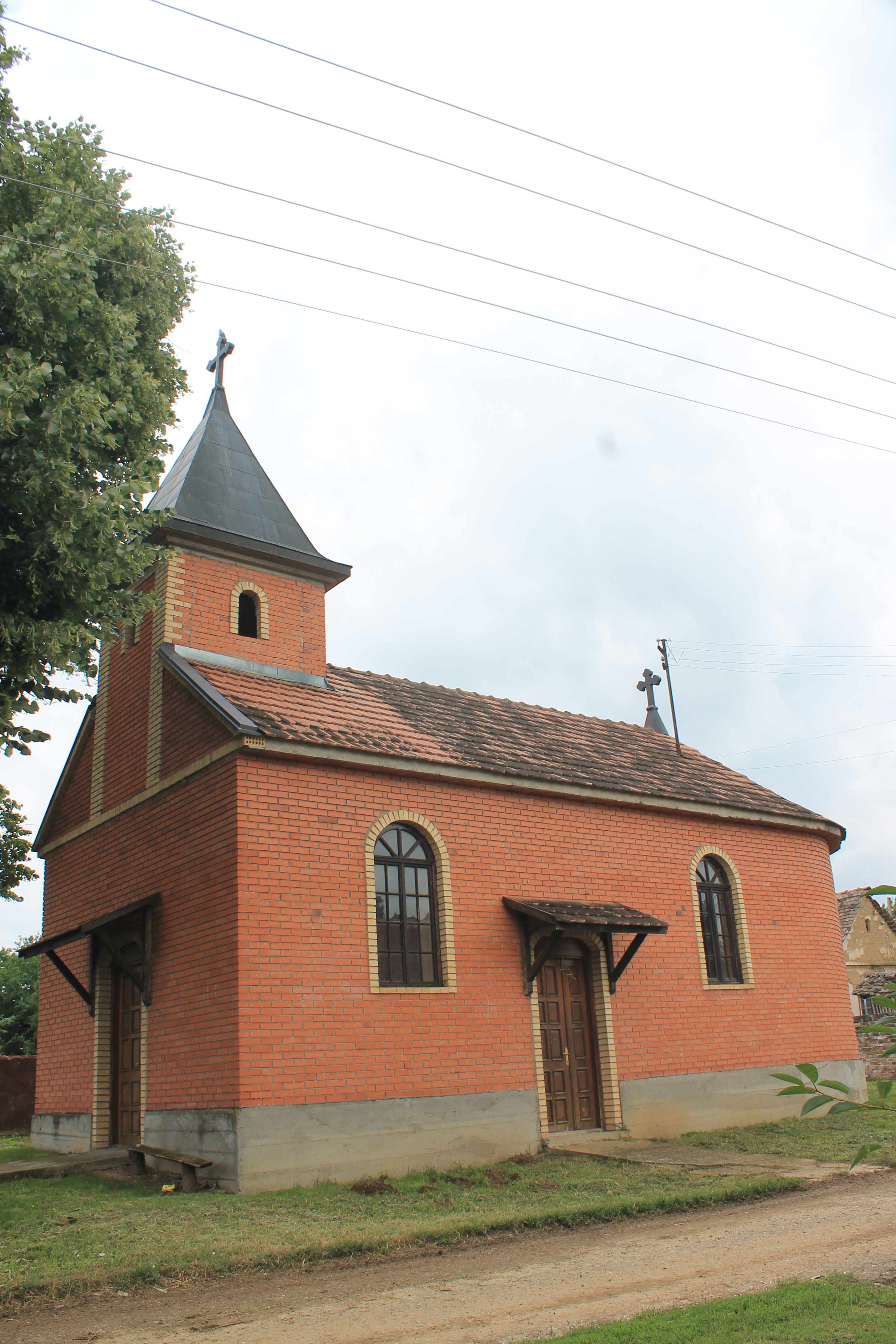
Die Kirche Hl. Großmärtyrer Dimitri in Ljuba

Die Kirche Hl. Großmärtyrer Dimitri (serbisch: Црква светог великомученика Димитрија, Crkva svetog velikomučenika Dimitrija) im Dorf Ljuba in der Opština Šid ist eine serbisch-orthodoxe Kirche in der nordserbischen autonomen Provinz Vojvodina.
Das 1910 erbaute Kirchengebäude ist zu Ehren des Hl. Großmärtyrers Dimitri geweiht und Pfarrkirche der Pfarrei Ljuba im Dekanat Šid der Eparchie Srem der Serbisch-Orthodoxen Kirche. Als unbewegliches Kulturgut besitzt die Kirche den Status eines Kulturdenkmals von großer Bedeutung und steht unter staatlichem Schutz.

## Lage
Ljuba liegt in der Landschaft des Srem und im Norden der Opština Šid, direkt an der Grenze zu Kroatien. Der Ort befindet sich an den südwestlichen Hängen der Fruška Gora und ist rund fünf Kilometer nördlich des großen Dorfes Erdevik gelegen.
Die Kirche steht am östlichen Ende des Dorfes an der Straße Vojvođanska ulica. In Ljuba stehen auch die römisch-katholische Kirche St. Elias im Dorfzentrum und die slowakisch-evangelische Kirche im westlichen Dorfgebiet.

## Geschichte

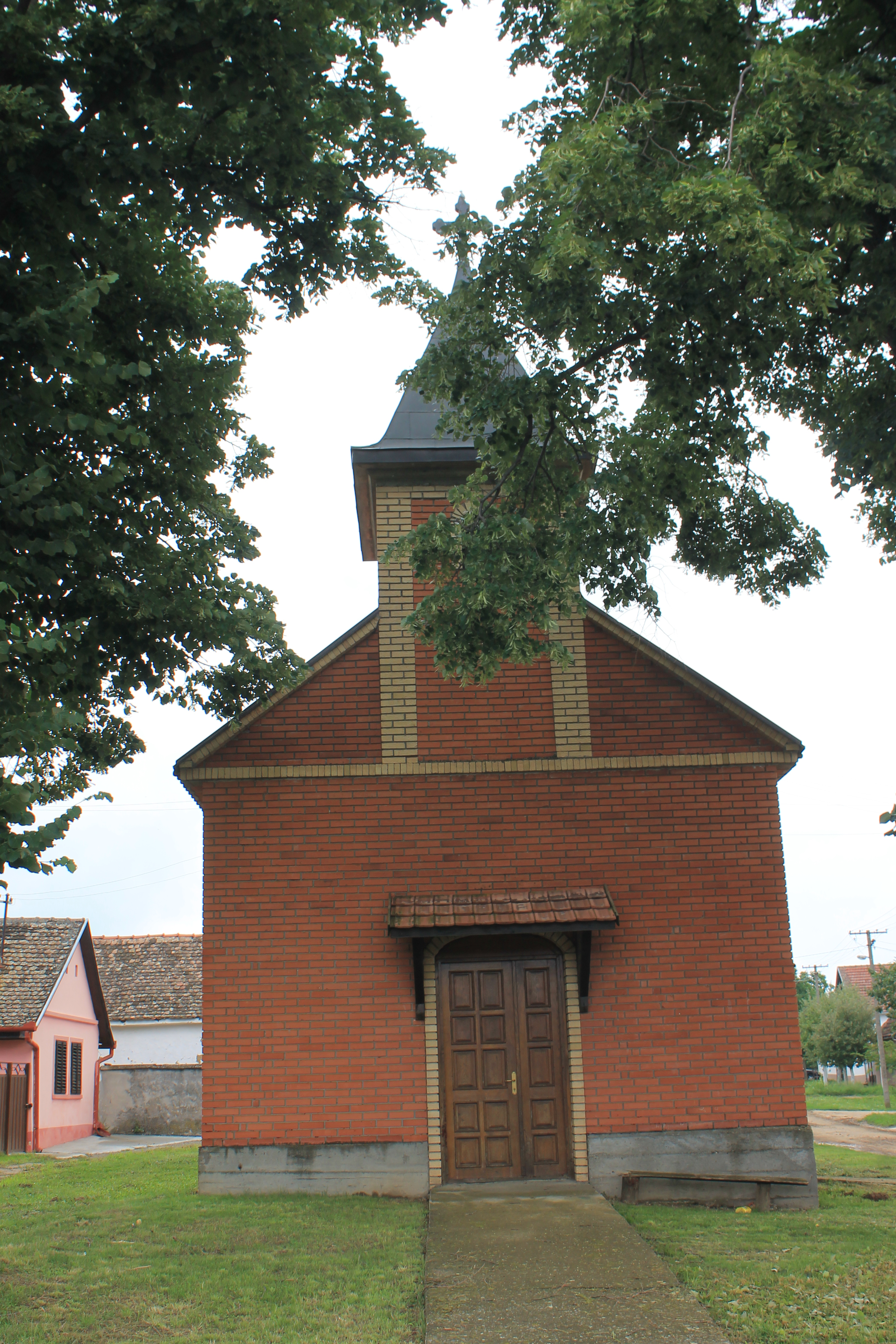
Westfassade der Kirche

Das kleine Dorf wird von einer gemischten Bevölkerung aus Slowaken, Kroaten, Serben und Ungarn bewohnt. 1910 wurde die heutige Kirche an der Stelle einer älteren Holzkapelle bzw. kleinen Holzkirche aus dem frühen 19. Jahrhundert erbaut.
Im Inneren der Kirche trennt eine niedrige Trennwand den Narthex vom Kirchenschiff und eine Ikonostase den Altarraum vom Naos. Eine bestimmte Anzahl von Ikonen (die Thronikonen, die Ikonen auf den carske dveri (Haupttür der Ikonostase), die Deisis, die Apostel-Ikonen und das Kreuz mit der Kreuzigung) stellen ein zeitlich und stilistisch einzigartiges Ganzes dar.
Ihre Datierung erfolgte dank der Jahreszahl 1748, die auf der Darstellung des Schlaflosen Auges und der Allerheiligsten Gottesmutter Maria mit dem Jesuskind auf dem Thron eingraviert ist. Die Inschrift an der Haupttür, neben der Figur der Maria aus der Mariä-Verkündigung, erwähnt den Namen Ninko, wobei nicht festgestellt werden kann, ob es sich um den Auftraggeber der Ikonen oder um einen barocken Ikonographen (Ikonenmaler) handelt, dessen Werke in einigen anderen Kirchen im Srem ebenfalls vorhanden sind.
Die Kirche wurde im sozialistischen Jugoslawien am 18. Mai 1967 zum Kulturdenkmal erklärt. Am 30. Dezember 1991 erfolgte die Kategorisierung der Kirche und das Kirchengebäude wurde zu einem Kulturdenkmal von großer Bedeutung erklärt. Aufgrund der erhaltenen Ikonen aus der ursprünglichen Kirche, wurde dem Gotteshaus, der Status eines Kulturdenkmals von großer Bedeutung zugesprochen.
Die verputzten Außenfassaden der Kirche wurden vor relativ kurzer Zeit mit bemalten Ziegeln verkleidet. Derzeitiger Pfarrpriester der Kirche ist der Priester Damjan Jerinić.  

## Architektur
Das einschiffige Kirchengebäude hat bescheidene Ausmaße und ist in seiner Grundkonzeption in einem rechteckigen Grundriss, aus festem Material erbaut worden, mit einer halbrunden Altar-Apsis im Osten und einem Narthex mitsamt einem kleinen hölzernen Glockenturm im Westen. Das Satteldach ist mit Ziegeln gedeckt. 
Abgesehen von dem überdachten Haupteingang an der Westfassade und dem überdachten Nebeneingang an der Südseite und halbrunden Fenstern weisen die Fassaden der Dorfkirche in Ljuba keinerlei architektonische Verzierung auf. Die Kirche besitzt zwei Kirchenkreuze. Eines auf der Spitze des Kirchturmes und das andere am Ostende des Naos.
Das Kircheninnere wird von der Ikonostase mitsamt Ikonen dominiert.